# Rafael Caride
Rafael Caride Simón (Vigo, 1945) es un terrorista español que, integrado en el comando Barcelona de la banda Euskadi Ta Askatasuna, participó, entre otros, en el atentado de Hipercor, con veintiún víctimas mortales y otros 45 heridos.

## Biografía
Nació en Vigo en 1945. Se mudó al País Vasco en los primeros años de la década de 1970, y allí se afilió al sindicato Langile Abertzaleen Batzordeak, cercano a la izquierda abertzale.
Después, fue miembro, junto con Domingo Troitiño y Josefa Ernaga, del comando Barcelona original de Euskadi Ta Askatasuna (ETA), que estuvo operativo desde 1986. Los tres terroristas perpetraron su primer atentado el 13 de septiembre de ese año, en la capital catalana, al hacer estallar un coche bomba cuando pasaba por el lugar un autobús en el que viajaban varios guardiaciviles. Pocos días después, el 24 de septiembre, atentaron también en la avenida Meridiana de Barcelona con un coche bomba que provocó la muerte de un joven.
El 19 de junio de 1987, los tres integrantes del comando cargaron un coche con doscientos kilogramos de explosivos y, después de que Troitiño lo aparcara, lo detonaron en un centro comercial de la empresa Hipercor ubicado en la avenida Meridiana de Barcelona. En aquel atentado fallecieron un total de veintiún personas, quince el día del atentado y seis después, por las heridas. Ernaga y Troitiño fueron detenidos el 5 de septiembre de 1987. En ese momento, se les había unido ya José Luis Gallastegui y entre todos preparaban más atentados. Caride escapó de la policía, pero sería detenido años después, en 1993, en Francia. Tras un juicio en el que compartió banquillo con el que había sido inductor del atentado de Hipercor, Santiago Arróspide Sarasola, alias Santi Potros, Caride fue condenado a 790 años de cárcel. Se acogió a la vía Nanclares —que requiere, entre otras condiciones, de distanciarse de la banda, denunciar públicamente a ETA y pedir perdón a la familia de las víctimas— y pudo liquidar la condena en 2019 tras cumplir veintiséis años de cárcel. El colectivo de presos de la banda terrorista lo expulsó por esta decisión.